# Welsh Labour Party
Die Welsh Labour Party (walisisch Plaid Llafur Cymru, dt. Waliser Arbeiterpartei), kurz Welsh Labour (walisisch Llafur Cymru), ist eine Teilorganisation der britischen Labour Party in Wales. Die Welsh Labour Party ist die größte Partei in Wales und seit 2021 mit 30 Sitzen im walisischen Parlament vertreten.

## Geschichte und Gegenwart
1893 wurde die Independent Labour Party gegründet, die in Wales Zweigstellen einrichtete, aber anfangs keinen großen Zulauf hatte. Im Jahr 1900 wurde das Labour Representation Committee von den Gewerkschaften, den sozialistisch orientierten Parteien Independent Labour Party, Social Democratic Federation sowie der Fabian Society gegründet, aus dem sich die britische Labour Party entwickeln sollte.
1947 wurde mit dem Zusammenschluss des South Wales Regional Council of Labour und der Wahlkreisparteien von Nord- und Mittelwales zum ersten Mal eine Einheit für ganz Wales innerhalb der Labour Party gebildet.
Nach der Gründung der Nationalversammlung für Wales im Jahre 1999, erreichte die Welsh Labour Party konsequent den ersten Platz bei den Wahlen zur walisischen Nationalversammlung. Die Partei hat einen der vier walisischen Sitze im Europäischen Parlament. Sie kontrolliert derzeit 30 der 60 Sitze, 27 dieser Sitze wurden durch das First Past the Post System gewonnen.

## Wahlergebnisse
Prozentergebnisse und Gesamtsitze beziehen sich auf Wales. Unterhauswahlen erfolgten durchgehend nach Mehrheitswahlrecht, Wahlen zur Nationalversammlung für Wales nach einem Mixed-Member Proportionalsystem und ab 1999 auch Wahlen zum Europaparlament nach Verhältniswahlrecht.
| Jahr | Wahl                                        | Stimmenanteil | Sitze |
| ---- | ------------------------------------------- | ------------- | ----- |
| 1951 | Unterhauswahlen 1951                        | 60,5 %        | 27/36 |
| 1955 | Unterhauswahlen 1955                        | 57,6 %        | 27/36 |
| 1959 | Unterhauswahlen 1959                        | 56,4 %        | 27/36 |
| 1964 | Unterhauswahlen 1964                        | 57,8 %        | 28/36 |
| 1966 | Unterhauswahlen 1966                        | 60,7 %        | 32/36 |
| 1970 | Unterhauswahlen 1970                        | 51,6 %        | 27/36 |
| 1974 | Unterhauswahlen Feb. 1974                   | 46,8 %        | 24/36 |
| 1974 | Unterhauswahlen Okt. 1974                   | 49,5 %        | 23/36 |
| 1979 | Unterhauswahlen 1979                        | 48,6 %        | 22/36 |
| 1979 | Europawahl 1979                             | 41,5 %        | 3/4   |
| 1983 | Unterhauswahlen 1983                        | 37,5 %        | 20/38 |
| 1984 | Europawahl 1984                             | 44,5 %        | 3/4   |
| 1987 | Unterhauswahlen 1987                        | 45,7 %        | 24/38 |
| 1989 | Europawahl 1989                             | 48,9 %        | 4/4   |
| 1992 | Unterhauswahlen 1992                        | 49,5 %        | 27/38 |
| 1994 | Europawahl 1994                             | 55,9 %        | 5/5   |
| 1997 | Unterhauswahlen 1997                        | 54,8 %        | 34/40 |
| 1999 | Wahl zur Nationalversammlung für Wales 1999 | 35,5 %        | 28/60 |
| 1999 | Europawahl 1999                             | 31,8 %        | 2/5   |
| 2001 | Unterhauswahlen 2001                        | 48,6 %        | 34/40 |
| 2003 | Wahl zur Nationalversammlung für Wales 2003 | 36,6 %        | 30/60 |
| 2004 | Europawahl 2004                             | 32,5 %        | 2/4   |
| 2005 | Unterhauswahlen 2005                        | 42,7 %        | 29/40 |
| 2007 | Wahl zur Nationalversammlung für Wales 2007 | 29,6 %        | 26/60 |
| 2009 | Europawahl 2009                             | 20,3 %        | 1/4   |
| 2010 | Unterhauswahlen 2010                        | 36,3 %        | 26/40 |
| 2011 | Wahl zur Nationalversammlung für Wales 2011 | 36,9 %        | 30/60 |
| 2014 | Europawahl 2014                             | 28,1 %        | 1/4   |
| 2015 | Unterhauswahlen 2015                        | 37,1 %        | 25/40 |
| 2016 | Wahl zur Nationalversammlung für Wales 2016 | 31,5 %        | 29/60 |
| 2017 | Unterhauswahlen 2017                        | 48,9 %        | 28/40 |
| 2019 | Europawahl 2019                             | 14,8 %        | 1/4   |
| 2019 | Unterhauswahlen 2019                        | 40,9 %        | 22/40 |
| 2021 | Parlamentswahl in Wales 2021                | 36,2 %        | 30/60 |
| 2024 | Unterhauswahlen 2024                        | 37,0 %        | 27/32 |